# Swing That Cheer
Pour plus de détails, voir Fiche technique et Distribution.
Swing That Cheer est un film américain réalisé par Harold D. Schuster, sorti en 1938.

## Fiche technique
- Titre : Swing That Cheer
- Titre original : Swing That Cheer
- Réalisation : Harold D. Schuster
- Scénario : Thomas Ahearn, Charles Grayson (en), Lee Loeb, F. Maury Schuster
- Dialogues :
- Production : Max Golden
- Directeur de production :
- Société de production : Universal Pictures
- Photographie : Elwood Bredell
- Cadreur :
- Musique originale : Alberto Colombo
- Direction musicale : Charles Previn
- Direction artistique : Jack Otterson (en)
- Décorateur de plateau :
- Effets spéciaux :
- Montage : Edward Curtiss
- Son : Bernard B. Brown
- Costumes : Vera West
- Langue : Anglais
- Pays d'origine :  États-Unis
- Format : Noir et blanc - Son : Mono (Western Electric Mirrophonic Recording)
- Genre : Comédie, Film musical
- Durée : 70 minutes
- Dates de sortie : 
  -  États-Unis : 14 octobre 1938

## Distribution
- Tom Brown : Bob Potter
- Robert Wilcox (en) : Larry Royal
- Constance Moore : Marian Stuart
- Andy Devine : Doc Saunders
- Samuel S. Hinds : McGann, l'entraîneur
- Ernest Truex : Professeur Peabody
- Raymond Parker : Jay Hill
- Margaret Early : Betty Wilson
- Doodles Weaver (en) : Bennett
- Mark Daniels : Winston
- David Oliver : Interne
- Jack Mulhall : le manager
- Fred Toones : Porter
- James Patrick Hogan : un joueur de football